# Championnat de Porto Rico de football 2021
Navigation
Édition précédente Édition suivante
La saison 2021 du championnat de Porto Rico de football est la seizième édition de la première division à Porto Rico, la troisième sous la nouvelle entité de la Liga Puerto Rico.
En raison de la pandémie de Covid-19, la saison précédente est abandonnée en mars 2020 avant que le championnat ne soit définitivement abandonné le 6 août 2020, aucun titre n'étant alors décerné. Ainsi, la Metropolitan FA remet en jeu son titre de champion portoricain contre les six meilleures équipes de l'île à compter de septembre 2021. Au terme de ce court exercice, c'est le Bayamón FC qui s'adjuge un sixième titre national face au Metropolitan FA grâce à une victoire 2-1 en finale.

## Équipes participantes
| \| San Juan : Academia Quintana Metropolitan FA San Juan Bayamón Caguas Sol Gaynabo Fraigcomar \| Localisation des équipes engagées. |
| San Juan : Academia Quintana Metropolitan FA San Juan Bayamón Caguas Sol Gaynabo Fraigcomar                                          |

| Équipe            | Ville       |
| ----------------- | ----------- |
| Academia Quintana | San Juan    |
| Bayamón FC        | Bayamón     |
| Caguas Sporting   | Caguas      |
| CF Fraigcomar     | Río Piedras |
| Guaynabo Gol SC   | Guaynabo    |
| Metropolitan FA   | San Juan    |
| Puerto Rico Sol   | Mayagüez    |

## Compétition
Le barème de points servant à établir le classement se décompose ainsi :
- Victoire : 3 points
- Match nul : 1 point
- Défaite : 0 point

### Classement
| Rang | Équipe            | Pts | J | G | N | P | Bp | Bc | Diff |
| ---- | ----------------- | --- | - | - | - | - | -- | -- | ---- |
| 1    | Metropolitan FA T | 15  | 6 | 5 | 0 | 1 | 32 | 8  | +24  |
| 2    | Puerto Rico Sol   | 15  | 6 | 5 | 0 | 1 | 19 | 9  | +10  |
| 3    | Bayamón FC        | 12  | 6 | 4 | 0 | 2 | 23 | 11 | +12  |
| 4    | Academia Quintana | 8   | 6 | 2 | 2 | 2 | 19 | 14 | +5   |
| 5    | CF Fraigcomar     | 7   | 6 | 2 | 1 | 3 | 15 | 9  | +6   |
| 6    | Caguas Sporting   | 2   | 6 | 0 | 2 | 4 | 9  | 29 | -20  |
| 7    | Guaynabo Gol SC   | 1   | 6 | 0 | 1 | 5 | 6  | 43 | -37  |

|  | Qualification pour les demi-finales |
|  | T : Tenant du titre                 |

## Phase finale

### Tableau
|  | Demi-finales          | Demi-finales          | Demi-finales     | Demi-finales     |                   |                   | Finale           | Finale           | Finale           | Finale           |
|  |                       |                       |                  |                  |                   |                   |                  |                  |                  |                  |
|  | 12 décembre 2021      | 12 décembre 2021      | 12 décembre 2021 | 12 décembre 2021 |                   |                   | 18 décembre 2021 | 18 décembre 2021 | 18 décembre 2021 | 18 décembre 2021 |
|  | 1 Metropolitan FA     | 1 Metropolitan FA     | 5                | 5                |                   |                   | 18 décembre 2021 | 18 décembre 2021 | 18 décembre 2021 | 18 décembre 2021 |
|  | 1 Metropolitan FA     | 1 Metropolitan FA     | 5                | 5                |                   |                   | 18 décembre 2021 | 18 décembre 2021 | 18 décembre 2021 | 18 décembre 2021 |
|  | 4 Academia Quintana   | 4 Academia Quintana   | 0                | 0                |                   |                   | 18 décembre 2021 | 18 décembre 2021 | 18 décembre 2021 | 18 décembre 2021 |
|  | 4 Academia Quintana   | 4 Academia Quintana   | 0                | 0                | 1 Metropolitan FA | 1 Metropolitan FA | 1                | 1                |                  |                  |
|  | 11 décembre 2021      |                       |                  |                  | 1 Metropolitan FA | 1 Metropolitan FA | 1                | 1                |                  |                  |
|  |                       |                       | 3 Bayamón FC     | 3 Bayamón FC     | 2                 | 2                 |                  |                  |                  |                  |
|  | 2 Puerto Rico Sol     | 2 Puerto Rico Sol     | 3 Bayamón FC     | 3 Bayamón FC     | 2                 | 2                 | 3                | 3                |                  |                  |
|  | 2 Puerto Rico Sol     | 2 Puerto Rico Sol     |                  |                  |                   |                   |                  | 3                |                  |                  |
|  | 3 Bayamón FC t. a. b. | 3 Bayamón FC t. a. b. | 3                | 3                |                   |                   |                  |                  |                  |                  |
|  | 3 Bayamón FC t. a. b. | 3 Bayamón FC t. a. b. | 3                | 3                |                   |                   |                  |                  |                  |                  |

| Vainqueur de la Liga Puerto Rico 2021 Bayamón FC 6e titre |

## Bilan de la saison
| Championnat de Porto Rico de football 2021 |                       |
| Champion                                   | Bayamón FC (6e titre) |
| Dauphin                                    | Metropolitan FA       |
| Qualifications continentales               |                       |
| Caribbean Club Shield 2022                 | Bayamón FC            |